# دخيل تركي
الدخيل التركي يُقصد به الكلمات التي انتقلت من اللغة التركية إلى اللغة العربية، خصوصًا خلال فترة الحكم العثماني(من القرن 16 حتى أوائل القرن 20). هذه الكلمات تُعرف بـ «الألفاظ الدخيلة»، وقد دخلت إلى العربية من خلال الاستعمال اليومي، الإدارة، العسكر، والمجالات الاجتماعية.  معظم هذه الكلمات جاءت من التركية العثمانية، وهي لغة إدارية وثقافية كانت تستخدم أبجدية عربية وتستعير من الفارسية والعربية. أغلب هذه الألفاظ اندمجت في اللهجات العامية العربية، ولم تدخل إلى الفصحى.

## أمثلة
- أفندم
- بقجة
- دولاب
- طرطور
- طز

## وصلات خارجية
- كلمات تركية الأصل دخيلة في العربية، بقلم: حسيب شحادة